# Chwiram
Chwiram (deutsch Quiram) ist ein Dorf in der Landgemeinde (Gmina) Wałcz (Deutsch Krone) im Powiat Wałecki (Deutsch Kroner Kreis) der polnischen Woiwodschaft Westpommern.

## Geographische Lage
Das Dorf liegt im Netzedistrikt des ehemaligen Westpreußen, etwa fünf Kilometer südlich von Wałcz (Deutsch Krone), 22 Kilometer ostnordöstlich von Tuczno (Tütz) und vier  Kilometer nordwestlich von Różewo (Rosenfelde).

## Geschichte
Ältere Ortsbezeichnungen sind Quiran (1337), Quyerammy, Skwiram, auch Kwiram (alle im 16. Jh.), Chwiram und Chwirama (Ende 16. Jh. und 17. Jh.), neupolnisch Kirany. Im Jahr 1337 lag das Dorf Quiram wüst („villa deserta“). Nach einem großen Brand vereinigte der calvinische Pächter Boguslav mehrere wüste Höfe zu einem kleinen Landgut, das nach ihm die Familie Kion besaß. 1772 befand sich das Gut im Besitz eines von Schlichting, 1805 eines Orland. 1805 wurde der Wert des Guts auf 1000 Taler abgeschätzt.
Um 1930 hatte die Gemeinde Quiram eine 12,7 km² große Gemarkungsfläche, und es gab hier nur den einzigen Wohnplatz Quiram, auf dem 56 bewohnte Wohnhäuser standen.
Im Jahr 1945 gehörte Quiram zum Landkreis Deutsch Krone im Regierungsbezirk Grenzmark Posen-Westpreußen der preußischen Provinz Pommern des Deutschen Reichs. Quiram war dem Amtsbezirk Rosenfelde zugeordnet.
Im Februar 1945 wurde Quiram von der Roten Armee besetzt. Nach Beendigung der Kampfhandlungen wurde die Region seitens der sowjetischen Besatzungsmacht zusammen mit ganz Hinterpommern und der südlichen Hälfte Ostpreußens – militärische Sperrgebiete ausgenommen – der Volksrepublik Polen zur Verwaltung überlassen. Es wanderten nun Polen zu. Quiram wurde unter der polnischen Ortsbezeichnung „Chwiram“ verwaltet. Die einheimische Bevölkerung wurde von der polnischen Administration aus Quiram vertrieben.

### Demographie
| Jahr | Einwohner | Anmerkungen |
| ---- | --------- | --- |
| 1783 | –         | königliches Dorf und Vorwerk nebst einer katholischen Kirche, 25 Feuerstellen (Haushaltungen), sowie adliges Vorwerk mit neun Feuerstellen, im Netzedistrikt, Kreis Krone                                        |
| 1818 | 239       | davon 190 im königlichen Dorf, Amt Schrotz, und 49 im Vorwerk, adlige Besitzung |
| 1910 | 494       | am 1. Dezember, davon 401 im Dorf (131 Protestanten, 270 Katholiken; drei Personen mit polnischer Muttersprache) und 93 im Gutsbezirk (17 Evangelische, 76 Katholiken; 17 Personen mit polnischer Muttersprache) |
| 1925 | 496       | darunter 197 Evangelische und 299 Katholiken |
| 1933 | 480       | [ 6 ] |
| 1939 | 431       | [ 6 ] |

## Kirche
Die Protestanten der bis Kriegsende 1945 anwesenden Dorfbevölkerung gehörten zum Kirchspiel Deutsch Krone. 1634 wird das Dorf als halb evangelisch angegeben, 1641 bestand hier noch ein lutherisches Bethaus, 1789 waren die Lutheraner in der Überzahl.  Die noch 1805 vorhandene Betstube wurde Jahrzehnte später durch eine massiv gebaute Kirche ohne Turm ersetzt.
Die Katholiken hatten hier 1738 ein Bethaus oder eine Kapelle in „preußischem Werk“.